# ألكوت (فوهة صدمية)
فوهة الكوت (بالإنجليزية: Crater Alcott)‏، هي فوهة صدمية موجودة على سطح كوكب الزهرة عند خط طول °354.4 شرقًا ودائرة عرض °59.5 جنوبًا ضمن المستطيل المساحي لأرض لادا [الإنجليزية] تمت تسميتها نسبةً إلى الروائية الأمريكية لويزا ماي ألكوت.
يصل قطر الفوهة إلى 66 كيلومتر (41 ميل)، الحمم التي أطلقها بركان قريب ملأت الفوهة محدثةً تغييرًا في شكل حوافها.

## طالع أيضًا
- ماريكو (فوهة صدمية)
- موناليزا (فوهة صدمية)
- تاج زيسا